# Station Colombier-Fontaine
Station Colombier-Fontaine is een spoorwegstation in de Franse gemeente Colombier-Fontaine.